# Jary (Bydgoszcz)

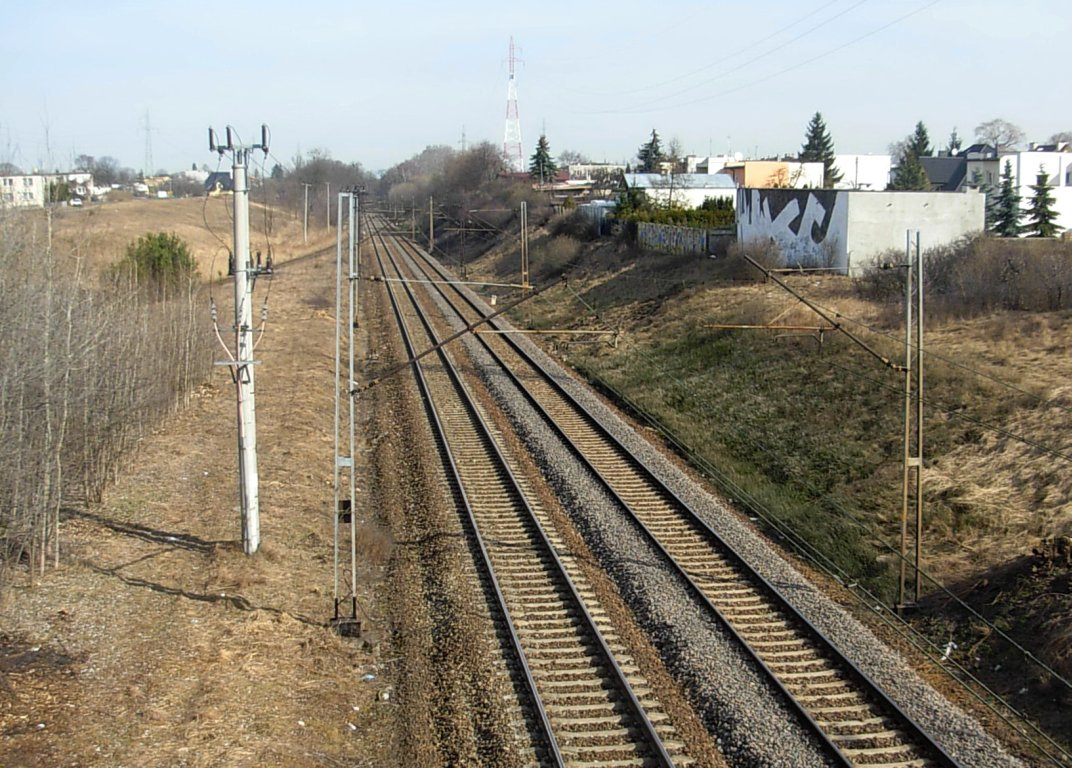
Linia kolejowa nr 131 – zachodnia granica osiedla

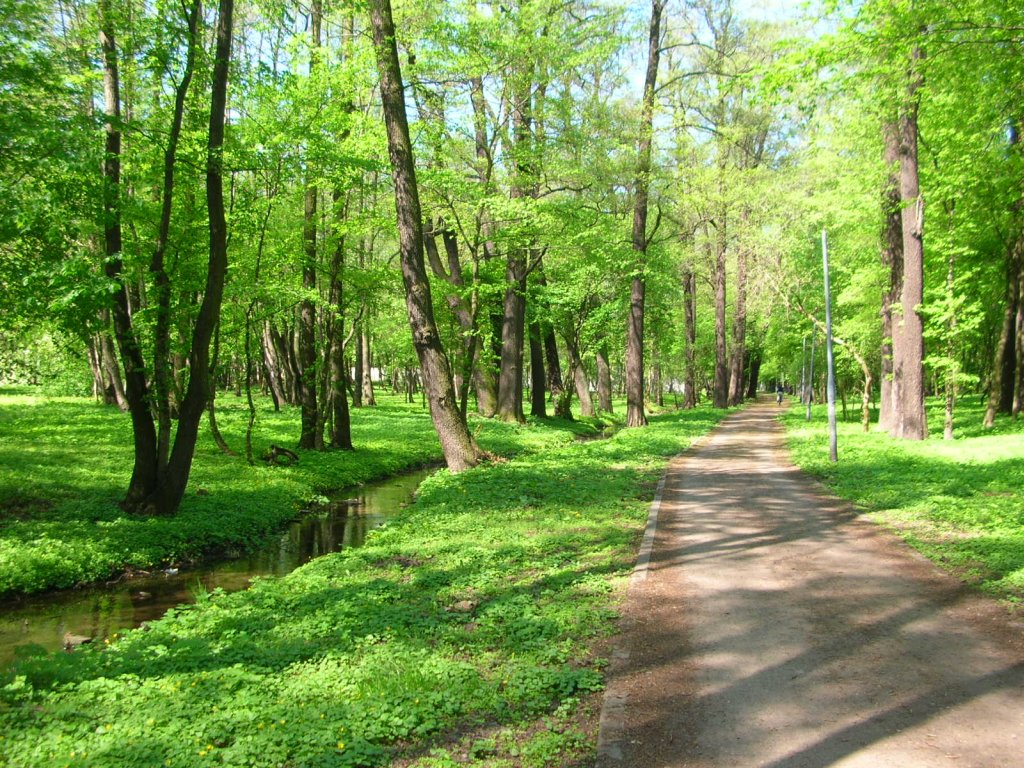
Planty nad Kanałem Bydgoskim w obrębie osiedla Jary

Jary – jednostka urbanistyczna (osiedle) miasta Bydgoszczy, położona w jego zachodniej części, przylegająca do Kanału Bydgoskiego.

## Położenie
Osiedle Jary usytuowane jest w środkowo-zachodniej części Bydgoszczy i zaliczane do osiedli tzw. Górnego Tarasu Bydgoszczy. Przez linię kolejową nr 131 i 356 sąsiaduje od zachodu z osiedlem Miedzyń, od wschodu z Wilczakiem, na południu z osiedlem Błonie, a na północy poprzez Kanał Bydgoski z Okolem.
Pod względem fizyczno-geograficznym osiedle leży w obrębie makroregionu Pradolina Toruńsko-Eberswaldzka, w mezoregionie Kotlina Toruńska. Część osiedla znajduje się w mikroregionie Miasto Bydgoszcz Północne (taras dolny, ok. 48 m n.p.m.), natomiast część leżąca na południu, oddzielona Zboczem Bydgoskim należy do mikroregionu Miasto Bydgoszcz Południowe (taras górny, ok. 68 m n.p.m.).
Historycznie do obecnej jednostki urbanistycznej należy zachodni fragment gminy Wilczak włączonej do miasta w 1920 r.

## Nazwa
Nazwa osiedla pochodzi od wąwozu o dość stromych zboczach, nazywanego jarem i odpowiada warunkom terenowym, na których wytyczono w 1910 r. ulicę Jary, obecnie będącą wschodnim fragmentem ul. Czerwonego Krzyża, od ul. Nakielskiej do ul. Lotników.

## Charakterystyka
Jary są osiedlem o charakterze mieszkaniowym. Południową granicą osiedla jest ulica Stawowa, zachodnią – linie kolejowe nr 131 i 356, rozwidlające się na wysokości ul. Madalińskiego, wschodnią – ul. Lotników i Czerwonego Krzyża, a północną – Stary Kanał Bydgoski. Dolny taras zajmują tereny parkowe nad Kanałem Bydgoskim oraz ul. Nakielska z pierzejami kamienic. Na górnym tarasie znajdują się osiedla domów jednorodzinnych i wielorodzinnych (m.in. osiedle Bydgoskiego Towarzystwa Budownictwa Społecznego). Południową część zajmuje osiedle Czerwonego Krzyża rozplanowane i częściowo zabudowane w latach 30. XX w. oraz cmentarz parafialny Świętej Trójcy. W centralnej części osiedla, przy Centrum Kształcenia Praktycznego nr 1 znajduje się park Księżycowy. Osiedle przecinają drogi powiatowe: Czerwonego Krzyża, Nasypowa i Władysława IV.
Wśród infrastruktury osiedla znajdują się m.in. liceum ogólnokształcące oraz szkoły średnie i zawodowe.

### Ludność
W 1970 r. Jary zamieszkiwało 9,1 tys. osób, 20 lat później – 7,0 tys. W kolejnych latach liczba mieszkańców spadała bądź wahała się: w 1998 r. wynosiła 6,3 tys. osób, w 2002 – 6,2 tys., w 2007 – 6,3 tys., a w 2010 r. – 6,2 tys.

### Rekreacja
Na terenie Jarów znajduje się ok. 16 ha terenów zieleni urządzonej i 3 ha zieleni nieurządzonej. Głównym obszarem rekreacyjnym jest najstarszy i drugi co do wielkości park w Bydgoszczy, jakim są planty nad Kanałem Bydgoskim. Po południowej stronie Kanału ciągnie się rozległy zadrzewiony teren z alejkami. W parku ukryte są trzy zabytkowe śluzy: IV, V i VI. Na terenie osiedla znajduje się także niewielki park Księżycowy ze stawem urządzony u podnóża Zbocza Bydgoskiego.
W 2011 r. na terenie osiedla znajdowały się następujące obiekty sportowe i rekreacyjne:
- zespół typu Orlik 2012 – przy parku Księżycowym
- kort tenisowy – ul. Nakielska 70, nad Kanałem Bydgoskim
- dwa place zabaw – przy parku Księżycowym, ul. Słoneczna 26

Osiedle posiada ścieżkę rowerową biegnącą wzdłuż Kanału Bydgoskiego. Studium transportowe Bydgoszczy przewiduje realizację m.in. drogi rowerowej wzdłuż ulicy Nakielskiej.

## Historia
Dzieje obszaru stanowiącego jednostkę urbanistyczną Jary dotyczą folwarku założonego w XVIII wieku, wsi, a następnie wschodniej części gminy Wilczak Wielki, włączonej do Bydgoszczy w 1920 r. W XIX wieku folwark podzielono na parcele, które zajmowali dzierżawcy. W 1910 r. drogę wiodącą do folwarku od ul. Nakielskiej nazwano ulicą Jary. W 1937 roku posiadała ona 23 parcele, w tym osiem pustych.
W 1921 r. właścicielem resztówki folwarku Wilczak Wielki został Zarząd Główny Polskiego Czerwonego Krzyża w Warszawie. W 1927 roku PCK rozparcelował w całości resztę majątku. Stało się to przyczynkiem do zmiany nazwy ulicy Jary na ul. Czerwonego Krzyża, jej wydłużenia w kierunku zachodnim i wytyczenia w jej sąsiedztwie działek pod zabudowę mieszkaniową. Zgodnie z opracowanym w 1934 r. szczegółowym planem zabudowy, nowe centrum osiedla wytyczono na południe od ul. Czerwonego Krzyża. W prostokątnym obszarze ograniczonym ulicami: Czerwonego Krzyża, Ostroroga, Lotników i Madalińskiego wytyczono sieć uliczek, których nazwy aktualne są do dziś, a teren podzielono na parcele budowlane przeznaczone dla osób prywatnych. Już w latach 30. zrealizowano tu szereg domów mieszkalnych jedno- i wielorodzinnych o dwóch kondygnacjach. Kompletna zabudowa osiedla nastąpiła jednak dopiero po II wojnie światowej.
Po 1945 r. Wilczak Wielki podzielono na osiedla: Jary i Wilczak, a południowy fragment przypadł osiedlu Błonie, na którym w latach 60. zrealizowane duże osiedle mieszkaniowe. Po 1956 r. w wyniku przeglądu terenów leżących w obrębie obszaru zainwestowania miejskiego, uzbrojonych bądź łatwych do uzbrojenia, Prezydium Miejskiej Rady Narodowej wyłoniło tereny na osiedlu Jary nadające się pod zabudowę mieszkaniową. Przy ul. Nakielskiej – Słonecznej zrealizowano w drugiej połowie lat 60. grupy kilku budynków, oparte na projektach z katalogu budynków typowych, budowane z cegły, w większości z dachami stromymi, kryte dachówką ceramiczną.
Intensywniejsza zabudowa jednorodzinna osiedla datuje się od 1961 r., kiedy bydgoska Miejska Rada Narodowa wyznaczyła na tym terenie działki budowlane pod budownictwo indywidualne, finansowane ze środków własnych ludności. W ślad za tym nie szły jednak przedsięwzięcia dotyczące uzbrojenia terenów i budownictwa usługowego, jako że główny front robót przedsiębiorstw uspołecznionych dotyczył budowy osiedli mieszkaniowych na górnym i dolnym tarasie miasta, a następnie w dzielnicy Fordon. Na skutek sukcesywnej zabudowy już w latach 70. wytworzyły się wyraźne kompleksy zabudowy jednorodzinnej w rejonie ulic: Słonecznej, Nakielskiej oraz Stawowej – Czerwonego Krzyża.

## Rada Osiedla
Pod względem administracyjnym Jary łącznie z Wilczakiem tworzy jednostkę pomocniczą samorządu Miasta Bydgoszczy jako osiedle Wilczak-Jary. Rada Osiedla mieści się przy ul. Nakielskiej 70.

## Infrastruktura

### Obiekty sakralne
- Kościół Ewangelicznych Chrześcijan
- Cmentarz katolicki Trójcy Świętej

### Edukacja
- Przedszkole nr 31
- SP 13
- ZS nr 29
- ZSM nr 2
- ZSZ Elektryczna
- ZSZ Mechaniczna

### Komunikacja
Przez obrzeża osiedla przechodzi linia kolejowa. Oprócz niej pętle mają tu tramwaje linii 1 i 3:
- 1 – Las Gdański P+R – Wilczak
- 3 – Wilczak – Łoskoń

A także linia autobusowa 64 relacji Barwna – Przemysłowa (Bartodzieje)

### Ulice na Jarach
- gen. Antoniego Madalińskiego
- Barwna
- Bogusława Sujkowskiego
- Bolesława Prusa
- Chłodna
- Czerwonego Krzyża
- Drobna
- Gwieździsta
- Hoża (w 2017 głosami mieszkańców przeznaczona do utwardzenia w ramach budżetu obywatelskiego)[12]
- Huzarska
- Jana Brzozogłowego
- Jasnogórska
- Juliana Tuwima
- Kazimierza Przerwy-Tetmajera
- Klemensa Janickiego
- Kornela Makuszyńskiego
- Księżycowa (281 m; w 2017 utwardzona kosztem 475 tys. 105 zł)[13][14].
- Mglista
- Mikołaja Kotowicza (w 2018 głosami mieszkańców przeznaczona do utwardzenia w ramach budżetu obywatelskiego)[15]
- Mroźna
- Nasypowa
- Pochyła
- Pogodna
- Tęczowa
- Wilcza
- Władysława IV
- Władysława Syrokomli
- Wrzesińska
- Zakopiańska
- Słupskich
- Stanisława Bydgosty
- Średzka
- Marcina Orłowity
- Ostroroga
- Słoneczna